# 城春樹
城 春樹（じょう はるき、1946年9月8日 - ）は、日本の俳優。福島県出身。

## 人物
少林寺拳法二段、普通自動車一種免許、中型自動二輪免許の資格を持つ。
特技は、殺陣、アクション、少林寺拳法。
東映時代、城はロバート秋山竜次の父を大部屋に紹介した。秋山の父は秋山に役者時代の芸名は「城春樹」だったと言っていた。

## 出演

### 映画
- 新網走番外地シリーズ（1968年 - 1972年、東映）
- 不良番長シリーズ（1968年 - 1972年、東映）
- 現代やくざシリーズ（1969年 - 1972年、東映）
- やくざ刑事シリーズ（東映）
  - やくざ刑事 マリファナ密売組織（1970年） - 金
  - やくざ刑事 恐怖の毒ガス（1971年） - 岩切の配下
- 現代やくざ 人斬り与太（1972年）
- けんか空手 極真拳（1975年、東映）
- トラック野郎シリーズ（1975年 - 1979年、東映）
- 横浜暗黒街 マシンガンの竜（1976年、東映）
- キンキンのルンペン大将（1976年、東映）
- ダンプ渡り鳥（1981年）
- 麻雀放浪記（1984年、東映）
- 天国の駅 HEAVEN STATION（1984年、東映）
- 超新星フラッシュマン 逆転! タイタンボーイ!!（1987年、東映） - レー・バラキ
- 獅子王たちの夏（1991年）
- 修羅の伝説（1992年、東映）
- ミンボーの女（1992年、東宝）
- 借王1（1997年、日活）- 岡総業組員
- 安藤組外伝 掟（2000年） - 木田
- デビルマン（2004年、東映）

### テレビドラマ
- 非情のライセンス 第1シリーズ（1973年、NET）
  - 第1話
  - 第10話
- 暴れん坊将軍（ANB)
- Gメン'75（TBS)
  - 第16話「Ｇメン皆殺しの予告」（1975年）−スリ犯人
  - 第20話「背番号３長島対Ｇメン」（1975年）
  - 第24話「二人組警官ギャング」（1975年）−潮興業の男
  - 第27話「東京－札幌 刑事の道」（1975年）−財布をスリ取った男
  - 第34話「警視庁の中のスパイ」（1976年）
  - 第35話「豚箱の中の刑事」（1976年）
  - 第38話「スチュアーデス殺人事件」（1976年）
  - 第39話「ギャングに呼ばれた刑事」（1976年）−天声会元幹部
  - 第47話「終バスの女子高校生殺人事件」（1976年）−所轄署刑事
  - 第49話「土曜日21時のトリック」（1976年）
  - 第51話「刑事訴訟法47条 女子大生ジャック」（1976年）
  - 第53話「殺人ドライブの謎」（1976年）
  - 第58話「樹海に消えた白骨死体」（1976年）
  - 第62話「深夜放送ジャック」（1976年）
  - 第64話「逃亡刑事」（1976年）
  - 第65話「真夏の夜の連続女性殺人事件」（1976年）
  - 第77話「指の無いタクシー運転手」（1976年）
  - 第85話「’77元旦デカ部屋ぶっ飛ぶ!」（1977年）
  - 第91話 「逃亡者」（1977年）
  - 第100話 「北の国から来た遺骨」（1977年）
  - 第101話「切り裂きジャック連続殺人事件」（1977年）
  - 第104話「77.5.14 津坂刑事殉職」（1977年）
  - 第107話「俺のスーパーカーの葬式」（1977年）
  - 第108話「ヌードモデル殺人事件」（1977年）−警官
  - 第117話「日本降伏32年目の殺人」（1977年）
  - 第118話「黒人兵カービン銃乱射事件」（1977年）
  - 第119話「アルコール漬けの小指」（1977年）−関東連合会城和興業組員
  - 第122話「18才 ひと夏の経験」（1977年）−屋台ラーメン屋の店主
  - 第124話「連続誘拐事件・後編 極秘作戦 逆探知」（1977年）−チンピラ三人衆
  - 第125話「ウソ発見器」（1977年）※出演カット
  - 第130話「一卵性双生児殺人事件」（1977年）−川島巡査（長野県警）
  - 第134話「移動交番爆破事件」（1977年）−小沢ＰＭ（東多摩署移動交番乗務員）
  - 第135話「死んだ人からの緊急電話」（1977年）−警官A
  - 第136話「Ｘ’マスイブ 21時のトリック」（1977年）−警官B
  - 第141話「団地奥様族の犯罪」（1978年）−高田馬場駅前交番の警官
  - 第154話「女刑事 初めての体験」（1978年）−パトロール警官
  - 第158話「警官だけを殺せ!」（1978年）−警察官
  - 第159話「刑事が銃殺される時」（1978年）−警察官
  - 第164話「消えた乳母車の赤ちゃん」（1978年）
  - 第166話「女医の告白」（1978年）
  - 第168話「夏祭りの夜の惨劇」（1978年）
  - 第169話「深夜バスの乗客大量殺人事件」（1978年）
  - 第172話「大空のギャング」（1978年）−ひったくり犯
  - 第178話「速水刑事を射つ男たち」（1978年）※出演カット
  - 第180話「トンネルに消えた女子高生」（1978年）−捜査員
  - 第212話「変質者」（1979年）
  - 第246話「女子大学入試殺人事件」（1980年）※出演カット
- 爆走!ドーベルマン刑事（1980年、ANB）
- ミラクルガール（1980年、12ch)
  - 第12話「女は銃と色気で勝負する」（同年6月9日）
  - 第17話「一億円を拾った女」（同年7月14日）
- 服部半蔵 影の軍団 第9話（1980年、KTV）
- 電撃戦隊チェンジマン（1985年、ANB）
- 超新星フラッシュマン（1986年 - 1987年、ANB） - レー・バラキ
- 仮面ライダーBLACK 第26話（1988年、TBS）
- 仮面ライダーBLACK RX 第11話（1989年、TBS）
- 特救指令ソルブレイン 第9話（1991年、ANB）
- はだかの刑事（1993年、NTV）
- 五星戦隊ダイレンジャー 第35話（1993年、ANB） - 首動師範
- 刑事追う!（1996年、TX）
- 大岡越前 第15部 第4話「鬼を生き返らせた名医」（1998年9月14日、TBS） - 鮫三
- はみだし刑事情熱系 第4シリーズ（1999年） - 木村繁 役
- おかしな二人（2002年、EX） - 松岡
- 最後の忠臣蔵（2004年、NHK）
- 逃亡者 おりん 第15話「涙の姉弟酒場」（2007年2月9日、TX / C.A.L） - 鉄鬼

### オリジナルビデオ
- タイガーマスク
- 昭和博徒任侠伝
- 姐極道 菩薩の龍子（2000年）
- 龍王 獣たちの掟（2002年）
- 極道の紋章 第参章（2007年）
- 首領の一族（2007年）
- 横浜暗黒街 華炎（2008年）
- 新・首領への道3（2008年）
- 野望への挑戦 第二章（2009年） - 後藤田組組長 後藤田勝義